# Margaret Rutherford
Margaret Rutherford est une actrice anglaise, née le 11 mai 1892 à Londres (Angleterre) et morte le 22 mai 1972 à Chalfont St Peter (Buckinghamshire, Angleterre).
Elle est une truculente Miss Marple d'Agatha Christie dans cinq films anglais. Elle est récompensée par un Oscar de la meilleure actrice dans un second rôle en 1964 pour le rôle de la duchesse de Brighton dans Hôtel International.
Elle est titrée dame Margaret Rutherford de l'ordre de l'Empire britannique par Élisabeth II en 1967.

## Biographie
Née en 1892 à Balham, au sud de Londres, Margaret Taylor Rutherford est la fille unique de William Rutherford Benn et de Florence Nicholson. L'homme politique John Williams Benn (en) est son oncle, et le travailliste Tony Benn le fils de son cousin germain.
Le père de Margaret Rutherford souffre de troubles mentaux à la suite d'une dépression nerveuse, et est pour cette raison interné dans un asile psychiatrique. Il en sort quelquefois en été. Mais, le 4 mars 1883, lors d'une de ces sorties, il assassine son père, le Révérend Julius Benn, pasteur de l'Église congrégationaliste, en lui brisant un pot de chambre sur la tête dans une auberge de Matlock, dans le Derbyshire. Il est maîtrisé avant de se trancher la gorge avec un couteau de poche. On l'enferme alors à l'hôpital Broadmoor, où il tente à nouveau de mettre fin à ses jours. Considéré comme guéri quelques années plus tard, il est relâché, et sous le pseudonyme de Rutherford, il revient retrouver sa femme.
La famille part à Madras, en Inde, dans l'espoir de mener une nouvelle vie moins chaotique, alors que Margaret est encore bébé. Mais celle-ci est renvoyée en Grande-Bretagne à trois ans, après que sa mère enceinte se pend à un arbre. Elle est alors confiée aux soins d'une tante, Bessie Nicholson, qui est gouvernante à Wimbledon. Son père regagne lui aussi l'Angleterre, pour retourner en 1903 à l'hôpital de Broadmoor, où il vit sous surveillance jusqu'à sa mort en 1921. La nouvelle de l'ultime internement de son père affecte beaucoup la jeune Margaret, à qui on a jusque là fait croire que son père était mort de chagrin peu après sa mère, et qui n'a que 12 ans. Les afflictions mentales de ses parents, ainsi que la crainte qu'elle pourrait être atteinte de maladies similaires, hantent Margaret Rutherford tout au long de sa vie, et contribue à des épisodes intermittents de dépression et d'anxiété.
Margaret Rutherford fait ses études à Wimbledon High School (en). À l'âge de 13 ans, elle étudie à l'école Raven's Croft, un pensionnat de l'avenue Sutton, à Seaford, où elle développe un intérêt pour le théâtre et joue en amateur. À sa sortie de l'école, sa tante Bessi Nicholson lui offre des cours privés de théâtre. À la mort de celle-ci, Margaret en hérite d'une somme d'argent qui lui permet d'entrer à l'école de l'Old Vic. Dans son autobiographie, elle appelle sa tante Bessi sa « mère adoptive et l'une des Saintes du monde ». Elle étudie aussi à la Royal Academy of Dramatic Art (RADA).
Pianiste de talent, Margaret Rutherford trouve d'abord du travail en tant que professeur de piano et professeur d'élocution. Elle ne vient au métier d'acteur que tardivement, ne faisant ses débuts au Théâtre de l'Old Vic qu'en 1925, à l'âge de trente-trois ans. Son jeu se distingue immédiatement dans le genre comique, et elle devient incontournable dans les comédies de cette période (des années 1930 à 1950) « Je n'ai jamais jamais eu l'intention de jouer pour faire rire », déclara-t-elle dans son autobiographie, « et j'ai toujours été surprise que le public me trouvât drôle ».
Margaret Rutherford fait son apparition dans West End à Londres, mais son talent ne n'est pas reconnu par les critiques jusqu'à performance, en tant que Miss Prism, dans la pièce L'Importance d'être constant, d'Oscar Wilde, au théâtre du Globe de Londres, en 1939.
L'actrice s'impose à l'écran dans des classiques tels que L'esprit s'amuse, Passeport pour Pimlico, Il importe d'être Constant (d'Anthony Asquith) d'après Oscar Wilde. Elle tient ensuite des premiers rôles dans Miss Robin Hood, Aunt Clara, Miss Hargreaves à la télévision, rivalisant sans difficultés avec Peter Sellers ou Danny Kaye.
Dans les années 1950, Margaret Rutherford et son mari, l'acteur Stringer Davis (en), rencontrent l'écrivain Gordon Langley Hall, âgé d'une vingtaine d'années, qui devait plus tard changer de nom et de sexe, pour devenir Dawn Langley Simmons (en) ; elle écrit notamment une biographie de Margaret Rutherford en 1983. Elle lance la rumeur qu'elle a été adoptée par le couple, mais il n'y a aucune preuve de cela.  
En 1957, Margaret Rutherford participe à l'épisode « The Kissing Bandit » de la série américaine Dick and the Duchess (en), dans lequel elle joue le rôle de Cynthia Gordon, aux côtés de Patrick O'Neal et Hazel Court. C'est en 1961 que Margaret Rutherford joue la première fois le rôle de Miss Marple, dans la célèbre série d'Agatha Christie (quatre longs métrages et une apparition face à Hercule Poirot). Elle est alors âgée de 70 ans, et c'est elle qui a insisté pour porter ses propres habits, et jouer aux côtés de son mari.
George Harrison, à qui l'on a demandé en 1964, de désigner son actrice féminine préférée, avait répondu, sans hésitation : « Margaret Rutherford ! »
Elle remporte l'Oscar du meilleur second rôle en 1963, pour son interprétation de la duchesse de Brighton dans Hôtel International d'Asquith (avec Elizabeth Taylor et Richard Burton en vedettes), et est dirigée en outre par Orson Welles, Charles Chaplin et Mauro Bolognini les dernières années de sa vie.
Elle est décorée du titre de Officer of the Order of the British Empire (OBE) en 1961, et est élevée au titre de 'Dame Commander' (DBE) en 1967.
Margaret Rutherford meurt de la maladie d'Alzheimer en 1972 après une fracture du col du fémur et est enterrée au cimetière de l'église St. James, à Gerrards Cross dans le Buckinghamshire. Son mari Stringer Davis (en) l'y rejoint en août 1973.

## Filmographie sélective
- 1936 : Troubled Waters d'Albert Parker : (non créditée)
- 1936 : Dusty Ermine de Bernard Vorhaus : Evelyn Summers
- 1937 : Talk of the Devil de Carol Reed
- 1937 : Catch As Catch Can de Roy Kellino : Maggie Carberry
- 1941 : Quiet Wedding de Anthony Asquith
- 1943 : Yellow Canary d'Herbert Wilcox : Mme Towcester
- 1943 : The Demi-Paradise d'Anthony Asquith : Rowena Ventnor
- 1945 : L'esprit s'amuse (Blithe Spirit) de David Lean : Madame Arcati
- 1946 : English without Tears de Harold French
- 1947 : Meet me at Dawn de Thornton Freeland
- 1947 : Jassy de Bernard Knowles
- 1947 : Erreurs amoureuses (While the Sun Shines) d'Anthony Asquith : Docteur Winifred Frye
- 1948 : Miranda de Ken Annakin : Carey, l'infirmière
- 1949 : Passeport pour Pimlico (The Happiest Days of Your Life) de Frank Launder : Professeur Hatton-Jones
- 1950 : Cette sacrée jeunesse (Passport to Pimlico) de Henry Cornelius : Muriel Whitchurch
- 1951 : La Boîte magique[5] de John Boulting : Lady Pond
- 1952 : Curtain Up de Ralph Smart : Catherine Beckwith / Jeremy St. Claire
- 1952 : Il importe d'être Constant (The Importance of Being Earnest) d'Anthony Asquith : Miss Letitia Prism
- 1952 : Castle in the Air de Henry Cass : Miss Nicholson
- 1952 : Miss Robin Hood de John Guillermin : Miss Honey
- 1953 : Week-end à Paris (Innocents in Paris), de Gordon Parry : Gwladys Inglott
- 1953 : Le Roi de la pagaille (Trouble in Store) de John Paddy Carstairs : Miss Bacon
- 1954 : The Runaway Bus de Val Guest : Miss Cynthia Beeston
- 1954 : Folle des hommes (Mad about men) de Ralph Thomas
- 1954 : Aunt Clara de Anthony Kimmins
- 1955 : Un alligator nommé Daisy (An alligator named Daisy) de Jack Lee Thompson
- 1957 : Sous le plus petit chapiteau du monde (The Smallest Show on Earth) de Basil Dearden : Mme Fazackalee
- 1957 : Just My Luck de John Paddy Carstairs : Mme Dooley
- 1959 : Après moi le déluge (I'm All Right Jack) de John Boulting : Tante Dolly
- 1961 : La Doublure du général (On the Double) de Melville Shavelson avec Danny Kaye : Lady Vivian
- 1961 : Le Train de 16 h 50 (Murder she said) de George Pollock : Miss Marple
- 1963 : La Souris sur la Lune (The Mouse on the Moon) : Grande Duchesse Gloriana XIII
- 1963 : Meurtre au galop (Murder at the gallop) de George Pollock : Miss Marple
- 1963 : Hôtel international (The V.I.P.s) ou (International Hotel) d'Anthony Asquith avec Elizabeth Taylor et Richard Burton : Duchesse de Brighton
- 1964 : Lady détective entre en scène (Murder most foul) de George Pollock : Miss Marple
- 1964 : Passage à tabac (Murder ahoy) de George Pollock : Miss Marple
- 1965 : ABC contre Hercule Poirot (The Alphabet Murders) de Frank Tashlin : Miss Marple
- 1965 : Falstaff (Chimes at Midnight) d'Orson Welles : Mistress Quickly
- 1966 : La Comtesse de Hong-Kong (A Countess from Hong Kong) de Charles Chaplin avec Marlon Brando et Sophia Loren : Miss Gaulswallow
- 1966 : The wacky world of Mother Goose de Jules Bass (voix)
- 1966 : Arabella de Mauro Bolognini avec Virna Lisi : Princesse Ilaria

## Distinctions

### Récompenses
- 1963 : Oscar de la meilleure actrice dans un second rôle pour son interprétation dans Hôtel International.